# Brian Aherne
Pour les articles homonymes, voir Aherne.
Brian Aherne, né le 2 mai 1902 et mort le 10 février 1986, est un acteur britannique, qui trouva le succès à Hollywood.

## Biographie
Brian Aherne est né William Brian de Lacy Aherne à Kings Norton dans le Worcestershire, fils de William de Lacy Aherne et son épouse Louise née Thomas.
Sur les planches en amateur dès l'âge de 3 ans, Brian Aherne étudie à l'école Italia Conti avant de faire ses débuts professionnels à 8 ans. Il a dit plus tard qu'il était resté acteur (malgré une tentative pour devenir architecte) pour pouvoir dormir jusqu'à dix heures du matin. Il joue alors à Londres et en tournées entre 1923 et 1930. 
En parallèle il fait ses débuts au cinéma en 1924  avec The Eleventh Commandment, et tourne quelques films en Angleterre parmi lesquels Shooting Stars (1928) et Underground (1929), tous deux dirigés par Anthony Asquith, et le parlant Madame Guillotine (1931) avec Madeleine Carroll.
Au début de 1931, Aherne part pour l’Amérique pour jouer à Broadway dans The Barretts of Wimpole Street" et poursuit une brillante carrière théâtrale entre New York et Londres. Au cinéma, il tourne à Hollywood Song of Songs (Le Cantique des Cantiques) (1933) avec Marlene Dietrich, et conserve par la suite son personnage de gentleman anglais désireux de défendre son honneur (ou celui de quelqu'un d'autre) avec les poings si nécessaire. Il est aussi un jeune écossais qui doit entièrement sa carrière à sa femme jouée par Helen Hayes dans What Every Woman knows (1934).
Il joue beaucoup de seconds rôles, mais aussi le rôle-titre de Le Grand Garrick en 1937 ainsi que dans plusieurs productions de Hal Roach en 1938 et 1939 (sans aimer spécialement l'improvisation qui régnait chez Roach, il appréciait ses rôles). Il est nommé à l'Oscar pour son interprétation sensible du malheureux empereur Maximilien dans Juarez (1939).
À la fin des années 1950 il abandonne le cinéma et la télévision pour reprendre au théâtre le rôle d'Henry Higgins dans My Fair Lady. Aherne publie son autobiographie A Proper Job en 1969, ainsi que A Dreadful Man en 1979, une biographie de son ami George Sanders.
Entre 1939 et 1945 il est marié à l'actrice Joan Fontaine. Après leur divorce, il épouse Eleanor de Liagre Labrot (1910-2000).
Brian Aherne est mort d'une attaque cardiaque à Venice en Floride à l'âge de 83 ans.
Une étoile lui est dédiée sur le Hollywood Walk of Fame, au 1752 Vine Street.

## Filmographie partielle
- 1928 : Un drame au studio (Shooting Stars) d'Anthony Asquith et A.V. Bramble
- 1928 : Un cri dans le métro (Underground) d'Anthony Asquith : Bill
- 1933 : I Was a Spy
- 1933 : Le Cantique des cantiques (Song of songs) de Rouben Mamoulian
- 1934 : The Constant Nymph de Basil Dean
- 1934 : The Fountain de John Cromwell
- 1934 : What Every Woman Knows de Gregory La Cava
- 1935 : Vivre sa vie (I Live My Life) de W. S. Van Dyke
- 1935 : Sylvia Scarlett de George Cukor
- 1936 : L'Ennemie bien-aimée (Beloved Enemy) de H.C. Potter
- 1937 : Le Grand Garrick (The Great Garrick) de James Whale
- 1938 : Madame et son clochard (Merrily We Live) de Norman Z. McLeod
- 1939 : Juarez, de William Dieterle : Maximilien Ier du Mexique
- 1939 : Capitaine Furie (Captain Fury) de Hal Roach
- 1940 : Hired Wife de William A. Seiter
- 1940 : My Son, My Son ! de Charles Vidor
- 1940 : The Lady in Question de Charles Vidor
- 1940 : L'Angoisse d'une nuit (Vigil in the Night) de George Stevens
- 1941 : La Folle Alouette (Skylark) de Mark Sandrich
- 1942 : Ma sœur est capricieuse (My Sister Eileen) d'Alexander Hall
- 1942 : Une nuit inoubliable (A Night to Remember) de Richard Wallace
- 1943 : First Comes Courage de Dorothy Arzner
- 1946 : Le Médaillon (The Locket) de John Brahm
- 1953 : La Loi du silence (I Confess) d'Alfred Hitchcock
- 1953 : Titanic de Jean Negulesco : Capitaine Edward Smith
- 1954 : Prince Vaillant (Prince Valiant) de Henry Hathaway : King Arthur
- 1954 : Une balle vous attend (A bullet is waiting) de John Farrow : David Canham
- 1956 : Le Cygne (The Swan) de Charles Vidor
- 1959 : Rien n’est trop beau (The Best of everything) de Jean Negulesco
- 1961 : Susan Slade
- 1963 : Lancelot chevalier de la reine (Lancelot and Guinevere) de Cornel Wilde
- 1967 : Rosie!

## Télévision
- 1958 : Saison 2 épisode 9 de La Quatrième Dimension : Retour vers le passé.. Titre original : The Trouble With Templeton. (Booth Templeton)